# 凡島 (小貝爾特海峽)

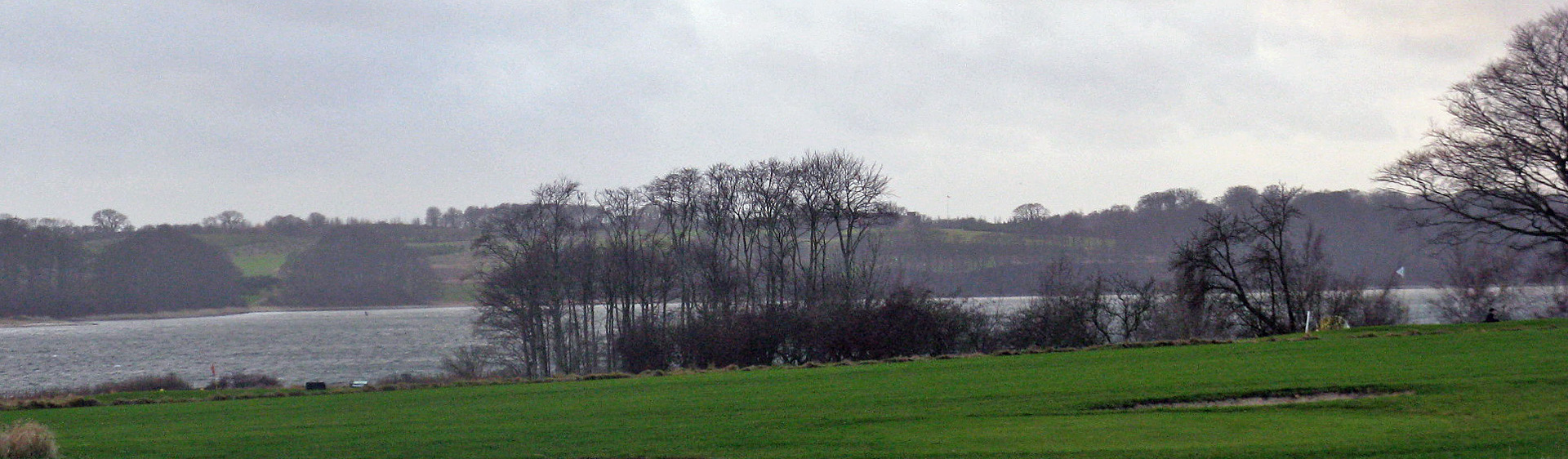

凡島是丹麥的島嶼，位於小貝爾特海峽，由南丹麥大區負責管轄，面積3.94平方公里，海拔高度39米，2008年居民僅2人，人口密度為每平方公里0.51人。

## 外部連結
- Official website（页面存档备份，存于） (Danish)

55°29′18″N 9°41′37″E / 55.48833°N 9.69361°E